# Lyndon B. Johnson Space Center

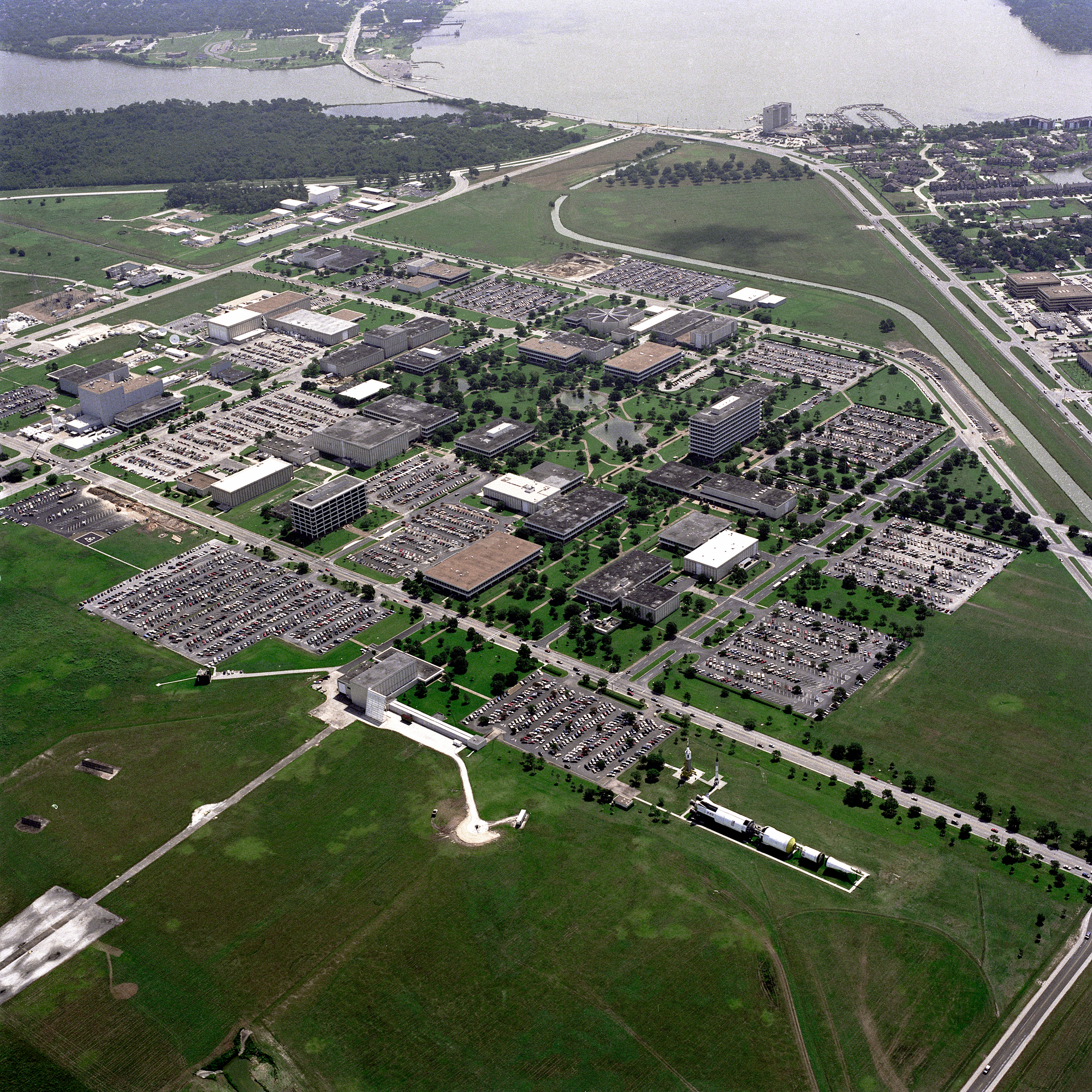
Fotografie aeriană a întregului Johnson Space Center din Houston, Texas, 1989. Clear Lake se găsește în partea de sus a imaginii.

Lyndon B. Johnson Space Center, în engleză în original, [The] Lyndon B. Johnson Space Center (adeseori doar, JSC) este centrul de activități umane spațiale ale agenției spațiale a SUA, National Aeronautics and Space Administration. Centrul constă dintr-un 100 de clădiri de diferite dimensiuni, având diferite destinații pe o suprafață de aproximativ 680 de ha (sau 1,620 acri . 
Centrul se găsește în suburbia Clear Lake din sud-estul orașului Houston, Texas, Statele Unite ale Americii. Johnson Space Center este locul unde echipa de astronauți a Statelor Unite, plus colaboratorii și colegii acestora din alte țări, "locuiește", se antrenează și se pregătește pentru misiunile spațiale.  Centrul a fost construit pe pământ donat de Rice University devenind operațional în 1965. 
JSC găzduiește Mission Control Center (MCC-H), centrul de control NASA care coordonează și monitorizează toate fluxurile spațiale umane pentru Statele Unite. MCC-H direcționează toate misiunile și activitățile navetei spațiale la bordul Stației Spațiale Internaționale. Centrul este, de asemenea, responsabil pentru direcția operațiunilor la White Sands Missile Range din New Mexico, care servește ca locație de aterizare a navetei de rezervă și ca facilități de coordonare a viitoarei programe de constelație a proiectului, care va înlocui programul navetei spațiale după 2010.